# Laura Caballero
Laura Rodríguez Caballero (Madrid; 18 de febrero de 1978) es una guionista y directora de televisión española. Es fundadora de Contubernio Films junto con su hermano Alberto Caballero y también es sobrina del productor José Luis Moreno. 

## Biografía
Empezó a dirigir y escribir series para Miramón Mendi, productora de su tío, José Luis Moreno.
Sus series de televisión más conocidas son: Aquí no hay quien viva, (2003-2006) y La que se avecina, (2007-actualidad), siendo directora y guionista de estas dos. 
También ha dirigido dos capítulos de A tortas con la vida, ha trabajado como ayudante de dirección para un capítulo de Aquí no hay quien viva y otro para la película El cadáver exquisito. Cabe destacar que, junto a su hermano Alberto Caballero, escribió 44 capítulos de la adaptación portuguesa de la serie de vecinos. 
Desde el 25 de septiembre de 2019 los hermanos Alberto y Laura Caballero dirigen la serie El pueblo para Mediaset. 

## Vida personal
El 27 de octubre de 2013 contrajo matrimonio con Sergio Mitjans, su entonces pareja y guionista de La que se avecina, del que se divorció en 2015.
Desde 2017 mantiene una relación sentimental con Daniel Fernández Altares. El 30 de marzo de 2020 nació la primera hija de ambos, Nora. El 10 de octubre de 2022 dio a luz a su segundo hijo, David.

## Televisión

### Series
| Año           | Título                 | Cadena                                                   | Función                                      | Episodios                     |
| ------------- | ---------------------- | -------------------------------------------------------- | -------------------------------------------- | ----------------------------- |
| 2002-2009     | Escenas de matrimonio  | TVE (2002-2004), Antena 3 (2004) y Telecinco (2007-2009) | Directora                                    | 11 temporadas - 490 capítulos |
| 2003-2006     | Aquí no hay quien viva | Antena 3                                                 | Ayudante de dirección, directora y guionista | 5 temporadas - 90 capítulos   |
| 2005          | A tortas con la vida   | Antena 3                                                 | Directora                                    | 2 temporadas - 28 capítulos   |
| 2007-presente | La que se avecina      | Telecinco (2007-presente) y Prime Video (2020-presente)  | Directora, guionista y creadora              | 14 temporadas - 186 capítulos |
| 2019-2023     | El pueblo              | Telecinco y Prime Video                                  | Directora, guionista y creadora              | 4 temporadas - 32 episodios   |
| 2022-presente | Machos alfa            | Netflix                                                  | Directora, guionista y creadora              | 3 temporadas - 30 episodios   |
| 2024-presente | Muertos S.L.           | Movistar Plus+ (2024-2025) Netflix (2025-¿?)             | Directora, guionista y creadora              | 3 temporadas - ¿? episodios   |

## Premios y reconocimientos
- 2024. Premio Talento 2024, concedido por la Academia de Televisión. Un galardón propuesto y votado anualmente por la Junta Directiva por haber desempeñado su labor profesional detrás de las cámaras con brillantez y reconocimiento general. [6]
- 2024.  Premio Especial Mejor Pareja Profesional, compartido con Laura Caballero, en la primera edición de los Premios InStyle en Serie, concedidos por la edición española de la revista de moda InStyle, de RBA. [7]